# 天主教马德望宗座监牧区
天主教馬德望宗座監牧區（拉丁語：Apostolica Praefectura Battambangensis），是羅馬天主教會以柬埔寨西北部马德望為中心的一個宗座監牧區。範圍包括拜林市、馬德望省、暹粒省、奧多棉吉省、菩薩省、磅同省、磅清揚省、班迭棉吉省和柏威夏省。宗座監牧為思里克·菲加雷多。2010年，有4,125名教友，估轄區總人口0.1%。有9個堂區、12名司鐸、6名修士、19名修女。
1968年9月26日自金邊代牧區分出。1975年首任監牧德安·蘇甫被紅色高棉殺害。